# Bicolorana bispina
Bicolorana bispina är en insektsart som först beskrevs av Bolívar, I. 1899.  Bicolorana bispina ingår i släktet Bicolorana och familjen vårtbitare. Inga underarter finns listade i Catalogue of Life.